# Helmut Bantz
Helmut Bantz (Speyer, Alemania, 14 de septiembre de 1921-Brauweiler, Alemania, 4 de octubre de 2004) fue un gimnasta artístico alemán campeón olímpico en Melbourne 1956 en el ejercicio de salto de potro.

## Carrera deportiva
Su mayor triunfo fue conseguir el oro en salto en las Olimpiadas de Melbourne 1956, en las cuales representaba al Equipo Unificado Alemán;  pero además, dos años antes, en el Mundial de Roma 1954 había logrado tres medallas: plata en salto —tras el checoslovaco Leo Sotorník—, plata en barra horizontal —tras el soviético Valentin Muratov— y bronce en paralelas, tras el soviético Viktor Chukarin y el suizo Josef Stalder.